# Mohamed Issa Shahin
Mohamed Issa Mohamed Shahin (arab. محمد عيسى محمد شاهين; ur. 17 kwietnia 1963) – jordański strzelec, olimpijczyk. 
Reprezentował Jordanię na igrzyskach olimpijskich w 1980 roku (Moskwa). Startował w trapie, w którym zajął 31. pozycję.
Shahin jest najmłodszym strzelcem reprezentującym Jordanię na igrzyskach olimpijskich w historii (w chwili startu w Moskwie miał ukończone 17 lat i 95 dni).

## Wyniki olimpijskie
| Igrzyska | Konkurencja | Wynik       | Miejsce | Źródło |
| -------- | ----------- | ----------- | ------- | ------ |
| IO 1980  | Trap        | 171 punktów | 31      | [ 2 ]  |